# Cavia fulgida
Cavia fulgida är en däggdjursart som beskrevs av Johann Georg Wagler 1831. Cavia fulgida ingår i släktet egentliga marsvin och familjen Caviidae. IUCN kategoriserar arten globalt som livskraftig. Inga underarter finns listade.
Detta marsvin förekommer i östra Brasilien. Habitatet utgörs av skogar, gräsmarker och annan öppen terräng.
Gräsmarkerna översvämmas ibland och de har cirka 53 cm högt gräs. Arten delar reviret med Oxymycterus roberti och Bolomys lasiurus. Cavia fulgida är ett vanligt byte för den krabbätande tvättbjörnen.
Ovansidan är täckt av bruna hår med mer eller mindre tydlig röd inslag vad som ger ett spräckligt utseende. På undersidan förekommer ljusbrun till ockra päls. Kännetecknande är en djup ränna i den tredje molaren per sida i överkäken.